# Elecciones municipales de 2015 en Sevilla
Las elecciones municipales de 2015 se celebraron en Sevilla el domingo 24 de mayo, de acuerdo con el Real Decreto de convocatoria de elecciones locales en España dispuesto el 30 de marzo de 2015 y publicado en el Boletín Oficial del Estado el día 31 de marzo. Se eligieron los 31 concejales del pleno del Ayuntamiento de Sevilla mediante un sistema proporcional (método d'Hondt) con listas cerradas y un umbral electoral del 5 %.

## Resultados
La candidatura del Partido Popular encabezada por Juan Ignacio Zoido, obtuvo una mayoría simple de 12 concejales, por 11 concejales de la candidatura del Partido Socialista Obrero Español de Andalucía encabezada por Juan Espadas, 3 de la lista del Ciudadanos encabezada por Javier Millán, 3 de la candidatura de Participa Sevilla, encabezada por Susana Serrano, y 2 de Izquierda Unida con Daniel González Rojas a la cabeza. Los resultados completos se detallan a continuación:
| Candidatura     | Candidatura                                                     | Voto Popular | Voto Popular                           | Voto Popular                           | Concejales                             | Concejales                             |
| Candidatura     | Candidatura                                                     | Votos        | %                                      | ±pp                                    | Total                                  | +/-                                    |
| --------------- | --------------------------------------------------------------- | ------------ | -------------------------------------- | -------------------------------------- | -------------------------------------- | -------------------------------------- |
|                 | Partido Popular (PP-A)                                          | 106 321      | 33,05                                  | -16.25                                 | 12                                     | -8                                     |
|                 | Partido Socialista Obrero Español de Andalucía (PSOE-A)         | 103 461      | 32,16                                  | +2-71                                  | 11                                     | ±0                                     |
|                 | Ciudadanos-Partido de la Ciudadanía (Cs)                        | 29 888       | 9,29                                   | Nuevo                                  | 3                                      | +3                                     |
|                 | Democracia Participativa (Participa Sevilla)                    | 28 969       | 9,01                                   | Nuevo                                  | 3                                      | +3                                     |
|                 | Izquierda Unida Los Verdes-Convocatoria por Andalucía (IULV-CA) | 19 203       | 5,97                                   | -1.18                                  | 2                                      | ±0                                     |
|                 |                                                                 |              |                                        |                                        |                                        |                                        |
|                 | Ganemos Sevilla (Ganemos)                                       | 13 274       | 4,13                                   | Nuevo                                  | 0                                      | ±0                                     |
|                 | Partido Andalucista (PA)                                        | 4544         | 1,41                                   | -3.37                                  | 0                                      | ±0                                     |
|                 | Equo (Equo)                                                     | 3332         | 1,04                                   | Nuevo                                  | 0                                      | ±0                                     |
|                 | Partido Animalista Contra el Maltrato Animal (PACMA)            | 3290         | 1,02                                   | +0.60                                  | 0                                      | ±0                                     |
|                 | Unión Progreso y Democracia (UPyD)                              | 2711         | 0,84                                   | -2.41                                  | 0                                      | ±0                                     |
|                 | Vox (Vox)                                                       | 1495         | 0,46                                   | Nuevo                                  | 0                                      | ±0                                     |
|                 | Escaños en Blanco (EB)                                          | 463          | 0,14                                   | Nuevo                                  | 0                                      | ±0                                     |
|                 | Falange Española de las JONS (FE de las JONS)                   | 311          | 0,10                                   | +0.02                                  | 0                                      | ±0                                     |
|                 | Partido del Inmigrante en España (PADIE)                        | 182          | 0,06                                   | Nuevo                                  | 0                                      | ±0                                     |
|                 | Partido Comunista de los Pueblos de España (PCPE)               | 168          | 0,05                                   | Nuevo                                  | 0                                      | ±0                                     |
|                 | Candidatura Republicana (CR)                                    | 155          | 0,05                                   | Nuevo                                  | 0                                      | ±0                                     |
|                 | Solidaridad y Autogestión Internacionalista (SAIn)              | 139          | 0,04                                   | -0.05                                  | 0                                      | ±0                                     |
|                 | Pueblo Nacionalista de Andalusí (P.N. de A)                     | 89           | 0,03                                   | Nuevo                                  | 0                                      | ±0                                     |
|                 | Unidad Popular Andaluza-Unidad Popular de Andalucía (UPAN)      | 61           | 0,02                                   | -0.04                                  | 0                                      | ±0                                     |
| Votos en blanco | Votos en blanco                                                 | 3633         | 1,13                                   | -1.65                                  | n/a                                    | n/a                                    |
| Votos válidos   | Votos válidos                                                   | 321 689      | 100,00                                 | 100,00                                 | 31                                     | -2                                     |
| Votos nulos     | Votos nulos                                                     | 2529         | Participación: · \| \| 59,45 % \| 3,3% | Participación: · \| \| 59,45 % \| 3,3% | Participación: · \| \| 59,45 % \| 3,3% | Participación: · \| \| 59,45 % \| 3,3% |
| Votantes        | Votantes                                                        | 324 203      | Participación: · \| \| 59,45 % \| 3,3% | Participación: · \| \| 59,45 % \| 3,3% | Participación: · \| \| 59,45 % \| 3,3% | Participación: · \| \| 59,45 % \| 3,3% |
| Electores       | Electores                                                       | 545 309      | Participación: · \| \| 59,45 % \| 3,3% | Participación: · \| \| 59,45 % \| 3,3% | Participación: · \| \| 59,45 % \| 3,3% | Participación: · \| \| 59,45 % \| 3,3% |
|                 | 59,45 %                                                         |              |                                        |                                        |                                        |                                        |

## Concejales electos

Partido más votado por distrito:
Partido Popular
Partido Socialista Obrero Español de Andalucía

Relación de concejales electos:
| N.º | Nombre                                       | Lista | Lista     |
| --- | -------------------------------------------- | ----- | --------- |
| 1   | Juan Ignacio Zoido Álvarez (Alcalde Titular) |       | PP-A      |
| 2   | Juan Espadas Cejas (Alcalde Electo)          |       | PSOE-A    |
| 3   | Asunción Fley Godoy                          |       | PP-A      |
| 4   | María Carmen Clarisa Castreño Lucas          |       | PSOE-A    |
| 5   | Francisco Javier Landa Bercebal              |       | PP-A      |
| 6   | Antonio Muñoz Martínez                       |       | PSOE-A    |
| 7   | Francisco Javier Millán de Cózar             |       | C’s       |
| 8   | Susana Serrano Gómez-Landero                 |       | Participa |
| 9   | María del Mar Sánchez Estrella               |       | PP-A      |
| 10  | Adela Castaño Diéguez                        |       | PSOE-A    |
| 11  | José Luis Vargas Díaz                        |       | PP-A      |
| 12  | Juan Manuel Flores Cordero                   |       | PSOE-A    |
| 13  | Daniel González Rojas                        |       | IULV-CA   |
| 14  | María Dolores Pablo-Blanco Olidén            |       | PP-A      |
| 15  | Myriam Díaz Rodríguez                        |       | PSOE-A    |
| 16  | Alberto Fernando Díaz López                  |       | PP-A      |
| 17  | Francisco Fernández Moraga                   |       | C’s       |
| 18  | Juan Carlos Cabrera Valera                   |       | PSOE-A    |
| 19  | Julián Moreno Vera                           |       | Participa |
| 20  | Gregorio Serrano López                       |       | PP-A      |
| 21  | Clara Isabel Macías Morilla                  |       | PSOE-A    |
| 22  | Francisco Luis Pérez Guerrero                |       | PP-A      |
| 23  | Joaquín Luis Castillo Sempere                |       | PSOE-A    |
| 24  | María Pia Halcón Bejarano                    |       | PP-A      |
| 25  | María Inmaculada Acevedo Mateo               |       | PSOE-A    |
| 26  | Francisco Javier Moyano González             |       | C’s       |
| 27  | Eduardo Beltrán Pérez García                 |       | PP-A      |
| 28  | Cristina Honorato Chulián                    |       | Participa |
| 29  | Eva María Oliva Ruiz                         |       | IULV-CA   |
| 30  | José Luis David Guevara García               |       | PSOE-A    |
| 31  | Ignacio Manuel Flores Berenguer              |       | PP-A      |

## Investidura del alcalde

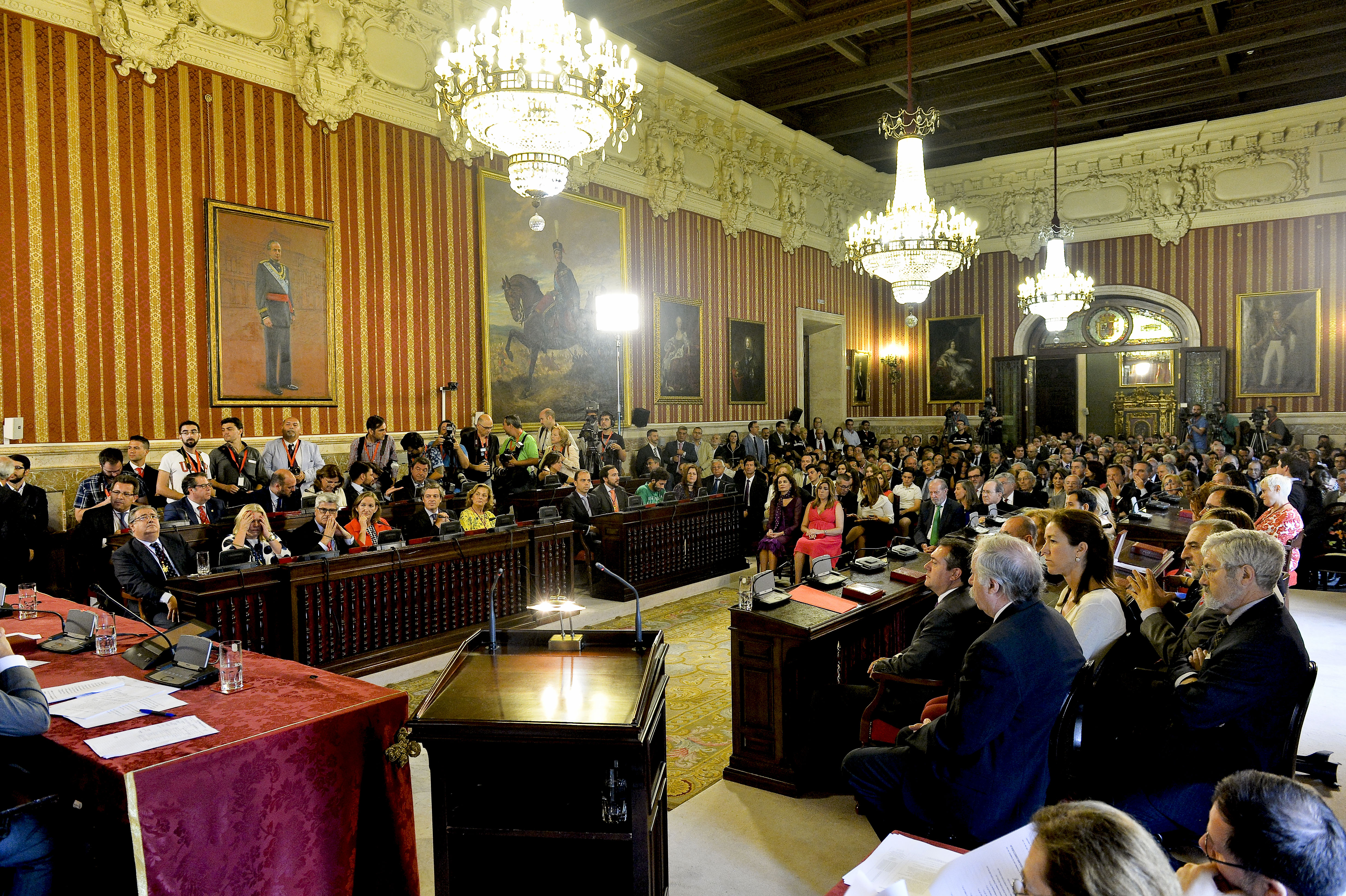
Acto de la toma de posesión tras la sesión de investidura en el salón de plenos

En la votación de investidura celebrada el 13 de junio de 2015 Juan Espadas (PSOE-A) resultó elegido alcalde de Sevilla con una mayoría absoluta de los votos de los concejales (16 votos); por 12 de Juan Ignacio Zoido (PP-A) y 3 de Javier Millán (Cs).
| Votación de investidura de Juan Espadas Cejas (PSOE-A) Mayoría absoluta: 16/31 |       |                                                 |
| Candidato                                                                      | Votos | Partidos votantes                               |
| Juan Espadas Cejas                                                             | 16    | PSOE-A (11), Participa Sevilla (3), IULV-CA (2) |
| Juan Ignacio Zoido                                                             | 12    | PP-A (12)                                       |
| Javier Millán                                                                  | 3     | Cs (3)                                          |